# Juan Manuel Cuá Ajacum
Juan Manuel Cuá Ajacum (ur. 22 kwietnia 1962 w Totonicapán) – gwatemalski duchowny katolicki, biskup pomocniczy Los Altos Quetzaltenango–Totonicapán w latach 2021–2023, biskup Quiché od 2023.

## Życiorys
Święcenia kapłańskie otrzymał 13 maja 1995 i został inkardynowany do archidiecezji Santiago de Guatemala. Pracował głównie jako duszpasterz parafialny, był także m.in. wychowawcą w krajowym seminarium (2001–2004), pomocniczym sekretarzem gwatemalskiej Konferencji Episkopatu (2008–2012) oraz dyrektorem centrum duszpasterskiego (2018–2021).
27 marca 2021 papież Franciszek mianował go biskupem pomocniczym archidiecezji Los Altos Quetzaltenango–Totonicapán ze stolicą tytularną Rosella. Sakry biskupiej udzielił mu 24 czerwca 2021 roku arcybiskup Mario Alberto Molina Palma.
15 kwietnia 2023 został prekonizowany biskupem Quiché, zaś 1 lipca 2023 kanonicznie objął urząd.